# 쓰다 쓰네미
쓰다 쓰네미(일본어: 津田 恒実, 1960년 8월 1일 ~ 1993년 7월 20일)는 일본의 전 프로 야구 선수이다.
구명은 ‘津田 恒美’(동음)이고, 현역 시절 별명은 ‘쓰네곤’(ツネゴン)이었다.

## 인물
야마구치현 출신으로 고교 졸업 후 사회인 야구팀에서 활동한 후 1981년 프로 야구 드래프트 1위로 히로시마 도요 카프에 입단하여 우완투수로 활약을 했다. 1982년 4월 10일 요코하마 다이요 웨일스 전에 등판하여 프로 데뷔 후 첫 승리 투수가 되었고, 시즌 종료 후 11승(모두 선발) 6패와 3.88의 평균자책점을 기록한 공로로 신인왕을 석권했다. 1986년에 중간 계투 투수로 활약을 하면서 컴백상을 획득함과 동시에 팀의 5번째 센트럴 리그 우승을 제패하는 기여를 했다. 그러나 1988년에는 어깨통증 등의 부상으로 인해 제구력 난조 등 슬럼프를 겪으며 시즌 9패를 기록하면서 ‘사요나라의 쓰다’(サヨナラの津田)라는 달갑지 않은 별명을 얻기도 하였지만, 1989년에는 12승(모두 구원) 5패 28세이브를 기록하여 최우수 구원 투수상을 수상하는 등 다시 부활을 이루기도 했다. 상대 타자에게 날카로운 커브와 자신있는 강속구를 무기로 ‘불꽃의 스토퍼’라는 별명을 얻기도 했다.
1990년 시즌 종료 직후부터 갑작스런 두통을 호소하여 이듬해인 1991년에 컨디션이 좋지 않은 상태에서 정규 경기인 4월 14일 히로시마 시민 구장에서 열린 요미우리 자이언츠 전에 등판하였지만 제구력 난조로 인해 패전 투수가 되기도 했다. 이 경기가 자신의 생애 마지막 등판이 되었다. 다음날인 4월 15일, 건강 검진을 받기 위해 병원에 입원, 정밀 검사 결과 악성 뇌종양이 있는 것으로 판명되면서 1991년 시즌 마지막으로 현역 생활을 은퇴하기로 결심, 투병 생활에 들어갔다. 한때는 기적적인 회복이 일어나는 등 현역 복귀를 위해 트레이닝을 실시하였지만 1992년 가을 무렵에 다시 병세가 악화되어 이듬해인 1993년 7월 20일에 향년 32세의 나이로 사망했다.

## 상세 정보

### 출신 학교
- 야마구치 현립 난요 공업고등학교

### 선수 경력
사회인 시대
- 교와 발효

프로팀 경력
- 히로시마 도요 카프(1982년 ~ 1991년)

### 수상·타이틀 경력

#### 타이틀
- 최우수 구원 투수 : 1회(1989년)
- 최고 승률(당시는 타이틀이 아님) : 1회(1983년)

#### 수상
- 신인왕(1982년)
- 컴백상(1986년)
- 일본 시리즈 우수 선수상 : 1회(1986년)
- 파이어맨상 : 1회(1989년)
- 일본 야구 명예의 전당 헌액자(2012년)

### 개인 기록

#### 첫 기록
- 첫 등판 : 1982년 4월 10일, 대 요코하마 다이요 웨일스 전(히로시마 시민 구장)
- 첫 승리 : 1982년 4월 29일, 대 요코하마 다이요 웨일스 전(요코하마 스타디움)

#### 기타
- 올스타전 출장 : 5회(1983년, 1986년 ~ 1989년)

### 등번호
- 15(1982년 ~ 1984년)
- 14(1985년 ~ 1991년)

### 등록명
- 津田 恒美(1982년 ~ 1984년)
- 津田 恒実(1985년 ~ 1991년)

### 연도별 투수 성적
| 연 도       | 소 속       | 등 판 | 선 발 | 완 투 | 완 봉 | 무 4 구 | 승 리 | 패 전 | 세 이 브 | 홀 드 | 승 률 | 타 자 | 이 닝 | 피 안 타 | 피 홈 런 | 볼 넷 | 고 4 | 몸 맞 | 탈 삼 진 | 폭 투 | 보 크 | 실 점 | 자 책 점 | 평 자 책 | W H I P |
| ----------- | ----------- | ----- | ----- | ----- | ----- | ------- | ----- | ----- | -------- | ----- | ----- | ----- | ----- | -------- | -------- | ----- | ---- | ----- | -------- | ----- | ----- | ----- | -------- | -------- | ------- |
| 1982년      | 히로시마    | 31    | 27    | 8     | 2     | 0       | 11    | 6     | 0        | --    | .647  | 703   | 166.2 | 166      | 28       | 45    | 3    | 7     | 114      | 2     | 0     | 76    | 72       | 3.88     | 1.27    |
| 1983년      | 히로시마    | 19    | 17    | 9     | 0     | 1       | 9     | 3     | 0        | --    | .750  | 555   | 132.0 | 120      | 15       | 51    | 2    | 4     | 82       | 1     | 0     | 50    | 45       | 3.07     | 1.30    |
| 1984년      | 히로시마    | 14    | 10    | 2     | 0     | 0       | 3     | 4     | 1        | --    | .429  | 243   | 54.1  | 59       | 8        | 27    | 1    | 1     | 30       | 1     | 0     | 33    | 28       | 4.64     | 1.58    |
| 1985년      | 히로시마    | 22    | 4     | 0     | 0     | 0       | 2     | 3     | 1        | --    | .400  | 192   | 42.0  | 47       | 8        | 23    | 0    | 0     | 36       | 2     | 0     | 32    | 31       | 6.64     | 1.67    |
| 1986년      | 히로시마    | 49    | 0     | 0     | 0     | 0       | 4     | 6     | 22       | --    | .400  | 277   | 69.1  | 44       | 7        | 29    | 11   | 2     | 81       | 1     | 0     | 21    | 16       | 2.08     | 1.05    |
| 1987년      | 히로시마    | 47    | 0     | 0     | 0     | 0       | 3     | 4     | 18       | --    | .429  | 272   | 65.2  | 62       | 5        | 22    | 11   | 3     | 60       | 2     | 0     | 13    | 12       | 1.64     | 1.28    |
| 1988년      | 히로시마    | 47    | 0     | 0     | 0     | 0       | 5     | 9     | 20       | --    | .357  | 300   | 72.1  | 64       | 6        | 24    | 6    | 1     | 56       | 1     | 0     | 32    | 31       | 3.86     | 1.22    |
| 1989년      | 히로시마    | 51    | 0     | 0     | 0     | 0       | 12    | 5     | 28       | --    | .706  | 311   | 83.0  | 50       | 4        | 15    | 7    | 1     | 75       | 2     | 0     | 15    | 15       | 1.63     | 0.78    |
| 1990년      | 히로시마    | 4     | 0     | 0     | 0     | 0       | 0     | 0     | 0        | --    | ----  | 31    | 6.2   | 12       | 0        | 0     | 0    | 0     | 7        | 0     | 0     | 2     | 2        | 2.70     | 1.80    |
| 1991년      | 히로시마    | 2     | 0     | 0     | 0     | 0       | 0     | 1     | 0        | --    | .000  | 8     | 1.0   | 4        | 1        | 0     | 0    | 1     | 1        | 1     | 0     | 3     | 3        | 27.00    | 4.00    |
| 통산 : 10년 | 통산 : 10년 | 286   | 58    | 19    | 2     | 1       | 49    | 41    | 90       | --    | .544  | 2892  | 693.0 | 628      | 82       | 236   | 41   | 20    | 542      | 13    | 0     | 277   | 255      | 3.31     | 1.25    |

- 굵은 글씨는 시즌 최고 성적.